# Pays du Limousin
Pays du Limousin est un magazine régional bimestriel, qui paraît en Limousin. Il publie des enquêtes sur les projets de la région et de ses villes, son histoire, ses traditions, ses manifestations, et particulièrement du tourisme dans les trois départements.
Publié depuis octobre 2002, il paraît tous les deux mois, aux alentours du 15. Édité jusqu'en 2023 par la société PBC Éditions, le titre est racheté à cette date par le groupe Centre France.